# The Great Rock 'n' Roll Swindle
The Great Rock 'n' Roll Swindle és un fals documental paròdic britànic del 1980 dirigit per Julien Temple i produït per Don Boyd i Jeremy Thomas. Se centra en la banda britànica de punk rock Sex Pistols i, sobretot, el seu mànager Malcolm McLaren.

## Sinopsi
El guitarrista Steve Jones interpreta a un detectiu privat ombrívol que, a través d'una sèrie de segments, descobreix la veritat sobre la banda. El bateria Paul Cook i el baixista Sid Vicious fan papers més petits, i el gerent de la banda, Malcolm McLaren, apareix com "L'Embaucador", l'home que manipula els Sex Pistols. El lladre de trens fugitiu Ronnie Biggs, l'intèrpret Edward Tudor-Pole, l'estrella de cinema per adults Mary Millington i les actrius Irene Handl i Liz Fraser també fan aparicions. El cantant i líder Johnny Rotten es va negar a tenir res a veure amb la pel·lícula, afirmant que era "una pila d'escombraries" i "la visió de Malcolm del que creia, no és cert de cap manera".
La pel·lícula explica un relat fictici estilitzat de la formació, l'ascens i la posterior ruptura de la banda, des del punt de vista del seu llavors director McLaren. A la pel·lícula, McLaren afirma haver creat els Sex Pistols (en realitat, ja estaven formats, i Jones i Cook li van demanar que fos el seu gerent) i els va manipular fins al cim del negoci musical, utilitzant-los com a titelles per promoure la seva pròpia agenda (en les seves pròpies paraules: "Cash from chaos"), i per reclamar les recompenses financeres dels diferents segells discogràfics amb els quals va signar la banda durant la seva breu existència: EMI, A&M Records, Virgin i Warner Bros. Records.

## Repartimentt
- Malcolm McLaren – L'embaucador
- Steve Jones – L'investigador
- Paul Cook – La tetera The Collaborator (arch
- Sid Vicious – El trampós
- Johnny Rotten – El col·laborador (imatge d'arxiu)
- Ronnie Biggs – L'exiliat
- Irene Handl – acomodadora al cinema
- Mary Millington – Mary
- Liz Fraser – Dona al Cinema
- Jess Conrad – Jess
- Helen of Troy – Helen
- Tenpole Tudor – Tadpole
- James Aubrey – B.J.
- Johnny Shannon – Ed Bird
- Judy Croll – Soo Catwoman (no acreditada)
- Peter Dean - Porter del nightclub (no acreditat)

A més, la pel·lícula també inclou aparicions del músic Dave Dee i del periodista Alan Jones com ells mateixos.

## Antecedents
El títol de la pel·lícula es va inspirar en un article escrit pel músic de Skiffle Lonnie Donegan a la dècada de 1950 titulat "Rock and Roll - It's a Swindle". Una còpia de l'article resideix a l'arxiu de Jamie Reid al V&A.
El metratge va ser filmat a principis i mitjans de 1978, entre la sortida del cantant John Lydon de la banda i la seva posterior separació. La pel·lícula finalment es va estrenar gairebé dos anys després. Lydon (que figurava als crèdits com "The Collaborator") i el baixista original Glen Matlock només apareixen en imatges d'arxiu - Lydon es va negar a tenir res a veure amb la producció.
La pel·lícula es va projectar a la vetlla del líder de Joy Division Ian Curtis després del seu suïcidi el 1980.
El documental del 2000 The Filth and the Fury, també dirigit per Julien Temple, torna a explicar la història dels Sex Pistols des de la perspectiva de la banda, servint així com a resposta i refutació a la insistència de McLaren que va ser la força creativa impulsora de la banda.

## Publicacions de vídeos casolans
"The Swindle Continues in Your Own Home" va ser el lema del llançament original del certificat 18 VHS de Virgin Video al Regne Unit l'any 1982. Warner/Reprise Video va llançar la pel·lícula en vídeo domèstic als EUA el 1992. El 2005 la pel·lícula va ser llançada en DVD per Shout Factory.

## Enllaços externks
- DVD review
- The Great Rock and Roll Swindle remembered by McLaren employee Sue Steward
- Tràiler oficial a YouTube
- Primers 10 minuts del documental a YouTube